# Oluf Krückmann
Oluf Krückmann (* 30. November 1904 in Leipzig; † 6. April 1984 in Freiburg im Breisgau) war ein deutscher Orientalist. Seine wissenschaftliche Arbeit umfasste die Sprachen und Kulturen des Nahen Ostens vom Altertum bis in die islamische Zeit.

## Leben
Oluf Krückmann, der Sohn des Augenarztes Emil Krückmann (1865–1944), wuchs in Leipzig, Königsberg und Berlin auf, wo er das Friedrichswerdersche Gymnasium besuchte. Von 1923 bis 1931 studierte er Klassische Philologie, Indogermanistik und Orientalische Philologien an den Universitäten zu Berlin, Innsbruck, Freiburg und Halle (Saale). Zu seinen Schwerpunkten im Studium zählten das Altägyptische, das Arabische und die Sprachen des Vorderen Orients. 1931 wurde Krückmann beim Assyriologen Bruno Meißner zum Dr. phil. promoviert.
Noch 1931 wurde Krückmann zum Kurator der Hilprecht-Sammlung in Jena ernannt. Mit den dortigen Materialien baute er seine Dissertation, eine Sammlung babylonischer Rechts- und Verwaltungstexte, aus und habilitierte sich mit dieser Schrift am 25. Februar 1933 an der Universität Jena für das Fach Assyriologie. 1934 nahm Krückmann Urlaub von seiner Kuratorenstelle und ging in den Irak, wo er als philologischer Sachverständiger an den Grabungen der Deutschen Orient-Gesellschaft in Uruk teilnahm. Bereits nach einem Jahr schied Krückmann aus politischen und ideologischen Gründen aus dem Grabungsteam aus. Er blieb noch einige Jahre in Bagdad, wo er zunächst als Lehrer, dann als Leiter des Archäologischen Museums arbeitete.
1938 kehrte Krückmann nach Jena zurück und ließ seine venia legendi um das Fach Arabistik erweitern. 1940 wurde er zum außerplanmäßigen Professor ernannt. Eine Stelle in Bagdad, die ihm kurz darauf angeboten wurde, konnte er aufgrund der Kriegsereignisse nicht antreten. Im Zweiten Weltkrieg diente Krückmann ab 1941 als Dolmetscher im Irak. 1944 geriet er in britische Kriegsgefangenschaft, aus der er 1947 auf Betreiben der Universität Freiburg entlassen wurde. Anschließend war er Lehrbeauftragter an der Universität München. 1949 wurde er an die Universität Freiburg zum planmäßigen außerordentlichen Professor der Orientalistik berufen. 1954 lehnte er einen Ruf an die Universität Wien ab, 1962 ebenso einen Ruf an die Universität Graz. Im selben Jahr reiste er als Gastprofessor nach Bagdad und Kairo. 1964 wurde er zum ordentlichen Professor ernannt und 1973 emeritiert.
Die Universität Freiburg hatte sich seit 1946 bemüht, Krückmann für den seit 1926 verwaisten Lehrstuhl der Orientalistik zu gewinnen. Die Einstellung scheiterte zunächst am knappen Haushalt der Universität und erfolgte dann zum Wintersemester 1949/50. Krückmann erwarb sich große Verdienste um den Wiederaufbau der Orientalistik in Freiburg und lehrte fast 30 Semester lang ununterbrochen. Krückmann betreute zahlreiche Studenten (darunter Karl Hecker und Horst Steible), kam jedoch nicht zu eigener Forschungsarbeit, zumal seine Arbeiten aus Bagdad verloren gegangen waren. Privat waren seine späteren Jahre überschattet von der langen Krankheit und schließlich dem Tod seiner Frau (1968); Krückmann selbst litt ab den 70er Jahren an einer schweren Krankheit.

## Schriften (Auswahl)
- Babylonische Rechts- und Verwaltungs-Urkunden aus der Zeit Alexanders und der Diadochen. Weimar 1931 (Dissertation)
- Neubabylonische Rechts- und Verwaltungstexte. Leipzig 1933